# Вицекраљевство Рио де ла Плата
Вицекраљевство Рио де ла Плата (шп. Virreinato del Río de la Plata) је било најјужније шпанско вицекраљевство у Латинској Америци. Формирано је 1776. одвајањем од вицекраљевства Перу, да би се Шпанија ефикасније заштитила од британских и поругалских амбиција у овом региону. Главни град и седиште вицекраља био је Буенос Ајрес. Вицекраљевство се састојала приближно од данашњих територија Аргентине, Боливије, Парагваја и Уругваја, при чему су власти само делимично контолисале ову огромну територију.
Од 1810. почело је постепено комадање вицекраљевства. Парагвај се ратом за независност одвојио од Ла Плате 1811. Аргентина и Уругвај су 1810. прогласиле независност као Уједињене провинције Рио де ла Плате, које су се до 1816. ослободиле од Шпанаца. Боливију је 1825. ослободио Симон Боливар. Уругвај се од 1816. до 1828. борио против португалско-бразилских покушаја да га присвоје. 